# Рисоїд чорноголовий
Рисоїд чорноголовий (Sporophila angolensis) — вид горобцеподібних птахів родини саякових (Thraupidae). Мешкає в Південній Америці. Раніше вважався конспецифічним з північним рисоїдом.

## Опис
Довжина птаха становить 10-13 см, вага 16 г. Виду притаманний статевий диморфізм. У самців голова, горло, спина, верхня частина грудей, крила і хвіст чорні, нижня частина грудей і живіт рудувато-коричневі або бордові, внутрішня сторона крил біла. У самиць верхня частина тіла темно-коричнева, крила і хвіст чорнуваті з каштановими краями, нижня частина тіла рудувато-коричнева, горло каштанове, внутрішня сторона крил біла. Дзьоб чорний. конічної форми, лапи темно-сірі.

## Таксономія
Чорноголовий рисоїд був описаний шведським натуралістом Карлом Ліннеєм у 1766 році, в дванадцятому виданні його праці «Systema Naturae» під назвою Loxia angolensis. Лінней опирався на більш ранній опис, зроблений англійським натуралістом Джорджем Едвардсом у 1764 році. Едвардс помилково вважав, що птах походив з Анголи; ця помилка була відбражена в науковій назві виду. Пізніше типове місцезнаходження чорноголового рисоїда було виправлено на східну Бразилію. 

## Підвиди
Виділяють два підвиди:
- S. a. torrida (Scopoli, 1769) — від південної Колумбії до Перу, Венесуели, Гвіани і північної Бразилії та на острові Тринідад;
- S. a. angolensis (Linnaeus, 1766) — від східної Бразилії до західної Болівії, Парагваю і крайнього північного сходу Аргентини.

## Поширення і екологія
Чорноголові рисоїди мешкають в Колумбії, Венесуелі, Бразилії, Гаяні, Французькій Гвіані, Суринамі, Еквадорі, Перу, Болівії, Парагваї, Аргентині та на Тринідад і Тобаго. Вони живуть у вологих рівнинних тропічних лісах, на узліссях і галявинах та в чагарникових заростях. Зустрічаються на висоті до 1500 м над рівнем моря, переважно на висоті до 1000 м над рівнем моря. Живляться насінням і комахами. Гніздо чашоподібне, розміщується на дереві або в чагарниках. В кладці 2 зеленувато-білих яйця, поцяткованих коричневими плямками. Інкубаційний період триває 13 днів, пташенята покидають гніздо через 30 днів після вилуплення. Вони досягають статевої зрілості у віці 1 року.